# 샤알람 스타디움
샤알람 스타디움(말레이어: Stadium Shah Alam)은 말레이시아 슬랑오르주 샤알람에 있는 다목적 경기장이다. 80,372명을 수용할 수 있으며, 슬랑오르 FA, PKNS FC 홈구장으로 사용하고 있다. 현재 주로 축구 경기에 사용되지만 육상 시설도 갖추고 있다.
건설은 1990년 1월 1일에 시작되었고, 1994년 7월 16일 던디 유나이티드가 초청 경기 첫 경기에서 슬랑오르 FA 선발전을 치렀을 때 공식 오픈되었다. 경기장에서의 첫 번째 골은 Billy McKinlay가 기록했다. 토너먼트의 다른 팀은 바이에른 뮌헨, 리즈 유나이티드, 오스트레일리아 올림픽 팀 "Olyroos" 그리고 Flamengo (토너먼트에서 우승 한 팀)였다.
경기장은 샤알람의 동부에 위치하고 있다. 샤알람 경기장은 6 개 레벨의 준 밀폐 공간으로 구성되어 있으며 슬랑오르 주에서 가장 큰 경기장이다. 그것은 부킷잘릴 국립 경기장의 준공 이전에 말레이시아에서 가장 큰 경기장이었다. 프레임 구조는 세계에서 가장 긴 프리 - 서클 아크이다. 최신 기술로 건설 된이 호텔은 현재 세계 정상급 스포츠 경기를위한 인기있는 장소이다. 경기장은 잘 알려진 말레이시아 건축가, 히자즈 카스투리(Hijjaz Kasturi)에 의해 설계되었다.
경기장을 둘러싼 주차장에 약 5,500석의 주차 공간이 있다. 경기장은 규모가 크고 웅장한 건축물로 인해 샤알람의 주요 랜드마크가 되어 있다. 스포츠 시설 이외에도 경기장에는 고 카트 레이싱 회로가 있다. 일단 Universiti Teknologi MARA (UiTM) 공연 예술 학부는 대학의 Puncak Perdana Satellite 캠퍼스를 완공하기 전에 교수진 건물로 경기장의 일부를 차지했다.
2007년에는 말레이시아, 베트남, 태국, 인도네시아 4개국이 공동 개최한 2007년 AFC 아시안컵 경기장으로 사용되었다. 2011년에는 조명 시스템 업그레이드, 지붕 수리, 경기장을 위한 새로운 풀장, 파손된 좌석 교체, 사운드 시스템 개선, 탈의실 업그레이드, 스타디움의 일부 부품을 다시 칠하기 위해 경기장을 개조하는 데 RM 3.4백만이 사용되었고 , 화장실 수리 및 기타 시설 공사가 전개되었다.
샤알람 스타디움은 현재 말레이시아 슈퍼리그 슬랑오르 FA의 홈 경기장이다. 슈퍼 리그(프리미어리그는 새로운 2부 리그 / 챔피언십) 경기장의 필드 크기는 FIFA 규정에 따라 105 x 68m이다.

## 대회
- 2007년 AFC 아시안컵